# Żółw Jonathan

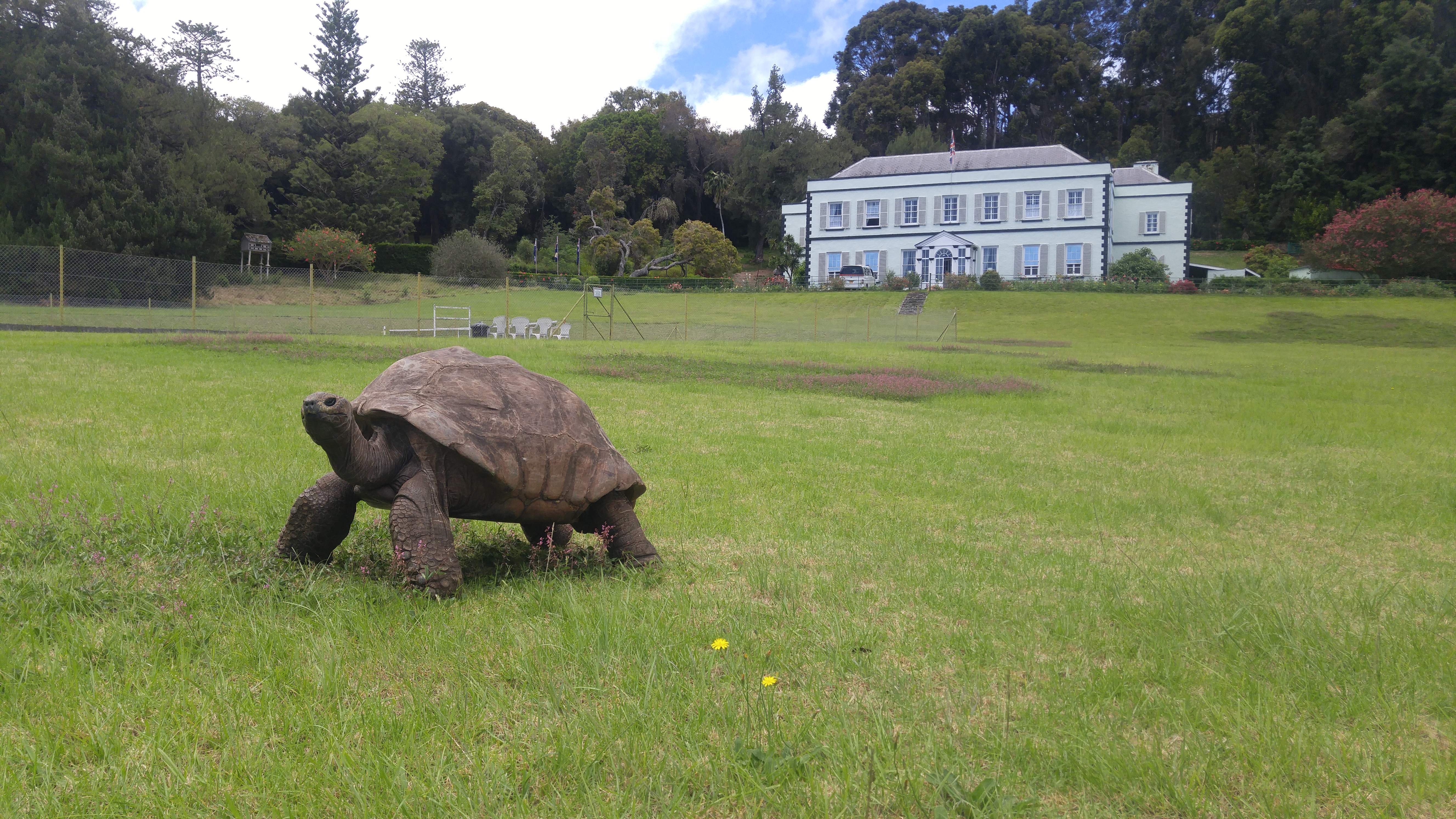
Jonathan w 2020 roku

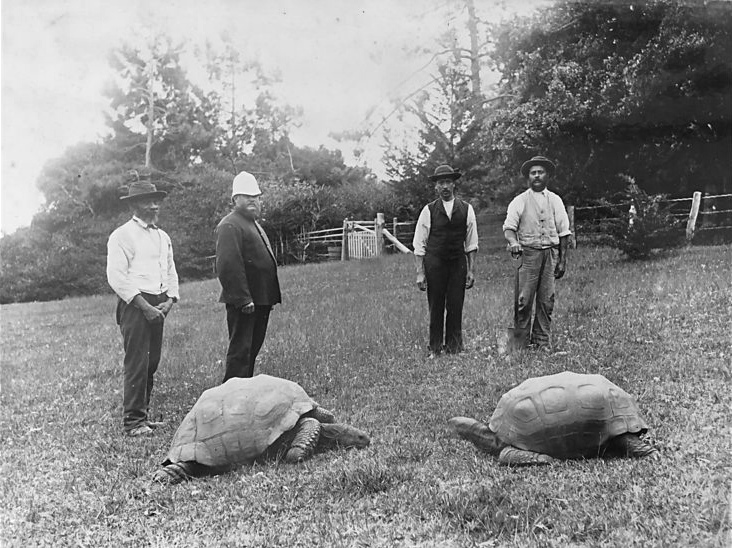
Żółw Jonathan (z lewej) w 1886 roku

Żółw Jonathan (ur. ok. 1832) – żółw, przedstawiciel gatunku żółw olbrzymi (Aldabrachelys gigantea), prawdopodobnie najstarsze żyjące zwierzę lądowe na świecie.

## Życiorys
Badacze przyjęli założenie, że żółw został przewieziony na miejsce swego pobytu na Wyspę św. Heleny w 1882 roku. Zdjęcie z 1886 roku, na którym oprócz Jonathana jest także jego pan i dwóch więźniów pokazuje żółwia o takich rozmiarach, jakie gatunek nabiera w wieku 50 lat. Tak więc około taki wiek musiał wtedy mieć ten przedstawiciel gatunku Żółw olbrzymi Aldabrachelys gigantea. Z tego wywnioskowano, iż mógł się urodzić w 1832 roku. Uczeni zanotowali przypadki dłużej żyjących żółwi (np. z Indii żył 250 lat), jednakże nie jest to do końca potwierdzone. Jonathan jest prawie ślepy, a także pozbawiony węchu. Obecnie mieszka w rezydencji gubernatora wyspy.